# Pabneukirchen
Pabneukirchen är en ort och kommun  i Österrike. Den ligger i distriktet Perg i förbundslandet Oberösterreich, 120 kilometer väster om huvudstaden Wien. 
Kommunen består av 19 orter (Ortschaften) (inom parentes invånarantal 1 januari 2024):

- Eibeck (10)
- Großerlau (7)
- Henndorf (37)
- Markt-Süd (134)
- Mitter-Pabneukirchen (86)
- Neudorf (172)
- Nieder-Schreineredt (34)
- Ober-Eisendorf (36)
- Ober-Pabneukirchen (81)
- Pabneukirchen (430)
- Riedersdorf (183)
- Schreineredt (35)
- Sonnleitn (41)
- Staub (20)
- Thomastal (38)
- Unter-Eisendorf (92)
- Unter-Pabneukirchen (78)
- Unter-Sankt Georgen (20)
- Wetzelsberg (156)